# Laia Palau
Laia Palau, née le 10 septembre 1979 à Barcelone, est une joueuse internationale espagnole de basket-ball, évoluant au poste de meneuse.
En carrière, elle obtient onze médailles avec l'Espagne (dont l'argent olympique 2016 et l'or européen en 2013, 2017 et 2019) en 262 sélections, remporte deux fois l'Euroligue avec Valence et Prague et dix titres nationaux en Espagne, France, République tchèque et Pologne.

## Carrière en club

### Débuts à Barcelone puis Bourges
Laia Palau commence le basket-ball à l’âge de 12 ans, dans sa ville natale de Barcelone. Elle joue sa première saison en Ligue féminine professionnelle en 1997-1998, à l’âge de 18 ans, avec le club C. E. Universitari Basquet / Universitat de Barcelona (rattaché plus tard au FC Barcelone). À partir de la saison 2000-2001, son club se retrouve systématiquement en finale du championnat d’Espagne. En 2003, il remporte pour la première fois le titre de Champion d’Espagne, en battant Ros Casares Valence. En play-offs de la compétition, Laia Palau apporte 12,8 points, 2,9 rebonds et 4,3 passes. La saison suivante représente sa meilleure performance avec son équipe de Barcelone, bien que se soldant par une défaite en finale face au club de Valence. Ses statistiques en play-offs sont de 15,6 points, 7 rebonds et 3,9 passes. Cette saison est particulièrement notable pour le club qui accède pour la première fois à la compétition reine en Europe, l'Euroligue. Pour sa première année à ce haut niveau européen, Laia Palau compte 10,6 points, 4,7 rebonds et 3,9 passes en moyenne pour 14 matchs joués.
En 2004, elle rejoint pour deux ans le club français CJM Bourges Basket, entraîné par Pierre Vincent, expliquant être particulièrement attirée par le palmarès et potentiel de Bourges en Euroligue. « Je pense qu’ils m’ont amenée ici pour ajouter à l’équipe l’esprit combatif espagnol. » commente-elle à son arrivée. Lors de cette première saison pour Laia Palau, le club remporte la Coupe de France face à Valenciennes, trophée qu'il n'avait pas remporté depuis 14 ans. Laia Palau est aussi vice-championne de France. En 2005-2006, Bourges gagne l'ensemble des titres de la saison, à chaque fois face à Valenciennes : Championnat de France, Coupe de France et Tournoi de la Fédération. En Euroligue, les Berruyères atteignent les quarts de finale de la compétition lors des deux années. Les statistiques de Laia Palau sont de 13,5 points, 3,6 rebonds et 3,4 passes en 2004-05 et 12,9 points, 3,5 rebonds et 4 passes en 2005-06.  

### Carrière à Ros Casares Valence (2006-2012)
En octobre 2006, elle décide de revenir dans son pays natal et rejoint le Ros Casares Valence où elle évolue en tant que capitaine et meneuse/ailière jusqu’à sa dissolution en mai 2012. Au cours de ces six saisons, Laia Palau devient cinq fois championne de la ligue féminine (2007, 2008, 2009, 2010 et 2012), quatre fois championne de la Coupe de la Reine (2007, 2008, 2009, 2010) et trois fois championne de la Supercoupe (2007, 2008 et 2009). Sa dernière saison (2011-2012) représente sa meilleure performance au niveau du nombre de passes par match : 4,4 en ligue régulière, 3,8 lors des play-offs du championnat et 5,5 lors de la Coupe de la Reine.
Avec Ros Casares Valence, Laia Palau a aussi l'occasion de disputer à plusieurs reprises les phases finales de l'Euroligue. En 2007 et 2010, le club se retrouve en finale mais échoue à chaque fois face au Spartak Moscou. L'effectif de l'équipe est fortement remanié en mai 2011 et compte désormais Sancho Lyttle, Silvia Dominguez, Lauren Jackson, Maya Moore, la Belge Ann Wauters ou encore la Française Isabelle Yacoubou. Selon le président German Ros, « ce pourrait être la meilleure équipe de l'histoire du club ». Les faits vont lui donner raison puisqu'en 2012, le club remporte pour la première fois de son histoire l’Euroligue, en battant CB Rivas Ecopolis en finale 65-52. Cette année-là, Laia Palau réalise une moyenne de 6,5 points, 3,5 rebonds et 5,6 passes par match. Elle arrive ainsi en 2e place du championnat quant au nombre de passes.
À la fin de la saison 2011-2012, et dans un contexte de crise économique importante en Espagne, le principal sponsor du club en grande difficulté financière décide de retirer son patronage et signe de facto la dissolution de l'équipe. Cet événement frappe durement les joueuses, les fans de Valence et la communauté du basket espagnole et européenne.

### Carrière en Europe de l'Est (depuis 2012)
Pour la saison suivante, Laia Palau quitte à nouveau l'Espagne et choisit le club polonais du CCC Polkowice. Elle commente ainsi son choix d’évoluer à l’étranger : « Émigrer apporte beaucoup de choses. Dans les moments de crises et troubles, c’est bien de rompre avec tout. Quand el Ros a disparu, j’ai pensé que ma vie prenait fin et maintenant je suis très contente que cela se soit passé. Je suis passée d'un titre en Euroligue à un gouffre où je devais me débrouiller toute seule en Pologne, du soleil et la petite paella du dimanche à une zone minière avec peu de lumière et - 20 degrés. Tu apprends à apprendre. Tu dois chercher des ressources que tu ne pensais pas avoir. (...) Aujourd’hui je sais que je ne reviendrai pas ». En 2013, CCC Polkowice remporte son premier titre de champion de Pologne par quatre victoires à zéro contre le Wisła Cracovie ainsi que la Coupe de Pologne. Laia Palau apporte en moyenne 5 points, 3,5 rebonds et 5,2 passes. Son équipe atteint aussi les demi-finales de l'Euroligue, meilleure performance à ce jour, et finit à la 6e place du classement. Laia Palau arrive première de la compétition en nombre de passes (6,4 de moyenne par match) et apporte aussi 5,1 rebonds et 7,6 points.
En juillet 2013, elle signe pour l'USK Prague désormais sous le coaching de Natália Hejková qu'elle avait déjà eue en 2011 au Ros Casares Valence. Lors de la saison 2013-2014, Prague termine premier du championnat en finissant la saison invaincu (41 victoires). Le Club remporte les play-offs face à Basketbalový Klub Brno, ainsi que la Coupe de République tchèque. Laia Palau est élue Meilleure joueuse de la ligue. Sa moyenne est de 4,7 points et 5,1 passes par match. En Euroligue, USK Prague est éliminé en quarts de finale et atteint la 6e place de la compétition. Les statistiques de Laia Palau sont de 6,7 points et 5,3 rebonds. Elle apporte en moyenne 6,8 passes par match, ce qui la classe no 1 de la compétition. Une de ses performances les plus notables en la matière est face au Novi Zagreb, 13 passes. FIBA Europe la qualifie en fin de saison de « meneuse de jeu remarquable ».
En 2015, pour sa 11e participation à l'Euroligue, Laia Palau remporte le titre pour la seconde fois de sa carrière ; USK Prague l'emportant en finale sur un score de 72-68 face à UMMC Iekaterinbourg. Pour la troisième année consécutive, Laia Palau atteint la meilleure statistique du championnat en nombre de passes (7,1), soit la deuxième meilleure performance en Euroligue depuis 15 ans (après Dalma Ivanyi, 7,5 passes en 2009) et son meilleur résultat toutes compétitions FIBA confondues. Elle apporte aussi 8,6 points et 5,1 rebonds par match pour 34,9 minutes de jeu. La Fédération Espagnole de Basket commente ainsi son rôle dans cette victoire : « Laia Palau a été pendant toute sa carrière le facteur différentiel, une joueuse en dehors des canons normaux, qui a réussi en deux ans à faire d’une équipe comme l’USK Prague (qui n’avait jamais joué une Final Four) une championne d’Europe devant les géants russes et turcs. » Le sélectionneur national Lucas Mondelo confirme aussi cette analyse : « C’est Laia Palau qui a fait la différence. Elle a marqué le tempo du match à chaque instant. (...) Elle a fait autorité dans un match de haut niveau. »
Au niveau national, USK Prague finit à nouveau invaincu en 2015 et remporte la Coupe de République tchèque face à IMOS Brno et le championnat face à Sokol Hradec Králové (3 matchs à 0). Sur l'ensemble de la compétition, la moyenne de Laia Palau est de 6,3 points, 5,5 passes et 3,7 rebonds pour 26,8 minutes de jeu. Revenant sur cette victoire quelques mois plus tard, elle déclare : « C’était un miracle. On était chez nous et elles n’étaient pas au complet. Il manquait Diana [Taurasi] et l’équipe a peut-être tremblé un peu mais bon… Nous on était super contentes. On a joué tranquillement, à la maison, sans ne s’attendre à rien. Ça a été difficile mais on s’est battues et on a gagné. C’est incroyable, on ne devait même pas être dans le Final Four. Pour nous, c’était un rêve. »
En novembre 2016 avec Prague, elle devient la première joueuse à atteindre 1 000 passes décisives en Euroligue. Après ce qui devait être sa dernière saison en Euroligue en 2017 (5,1 points à 35,6% de réussite aux tirs, 3,6 rebonds et 7,8 passes décisives, meilleure passeuse d'Euroligue), elle joue aux Jayco Rangers en Australie puis effectue un retour surprise à Bourges en janvier 2018 pour remplacer Cristina Ouviña blessée. En Euroligue, elle a tourné à 7,2 points, 4,8 passes décisives et 3,3 rebonds pour 4,2 points, 2,2 rebonds et 4,2 passes décisives LFB et elle s'engage pour deux nouvelles saisons avec Uni Girona, finaliste du championnat espagnol.
Elle prend sa retraite de joueuse en mai 2022.

## Parcours en sélection nationale
Laia Palau intègre la sélection nationale en 2002, à l'âge de 23 ans. À ce jour, elle a participé à six Championnats d'Europe (pour lesquels elle a remporté cinq médailles), quatre Championnats du monde (pour deux médailles) et deux Jeux Olympiques.
L'Espagne monte pour la première fois de son histoire sur le podium du Championnat du monde en 2010 en remportant la médaille de bronze. Laia Palau apporte en moyenne 4,4 points, 2,8 rebonds et 1,8 passe par match.
La sélection espagnole figure parmi les prétendantes au titre de championne d'Europe 2011 mais est éliminée au second tour. Les résultats de Laia Palau sur cette compétition sont de 7,3 points, 3,5 rebonds et 2 passes par match. Elle est classée première du championnat en nombre d’interceptions (2,7). Sa meilleure performance correspond au dernier match, face à la Croatie, dont la défaite (71-75) sera malheureusement synonyme d'élimination pour l'Espagne. Laia Palau apporte 19 points (meilleure marqueuse de son équipe, 100 % de réussite aux 2 points), 7 rebonds, 3 passes et 4 interceptions à cette occasion. Trois ans plus tard, elle commentera ainsi cette défaite : « Rien ne fait échouer davantage que la réussite elle-même. En Pologne en 2011, nous avons subi l’échec de notre vie et cela nous a exclues des Jeux Olympiques. Nous étions les meilleures, Sancho nous rejoignait, les équipes espagnoles dominaient l’Euroligue et il semblait que nous allions mener la barque et finalement pas. Absolument pas. La réussite dure très peu de temps et l’échec reste gravé dans le marbre à jamais. ».
L'Espagne est donc de facto non-qualifiée pour les Jeux Olympiques de Londres en 2012 et est obligée de passer par un tournoi qualificatif pour pouvoir participer au championnat d'Europe de l'année suivante. Lors de ce tournoi, les statistiques de Laia Palau sont de 7,2 points, 2,9 rebonds et 2 passes.
En Championnat d’Europe 2013, sous le coaching de Lucas Mondelo, l'Espagne remporte pour la première fois une médaille d'or, en battant la France en finale, 70-69. L'entraineur commente ainsi cette victoire : « Cette équipe a réalisé un championnat d'Europe de légende et maintenant elles sont éternelles ». Laia Palau présente la meilleure performance de la sélection espagnole au niveau des passes (3,4 de moyenne par match) et se situe à la 5e place au classement toutes joueuses confondues. « Après 2012, (...) On venait de rien. On n'avait rien à perdre. (...) ça a peut-être été notre force. » commente-elle en français à la sortie de la finale.
Pour le Championnat du monde de basket-ball féminin 2014 en Turquie, le sélectionneur Lucas Mondelo nomme Laia Palau capitaine de l’équipe, à la suite du départ à la retraite d’Amaya Valdemoro. Elle considère cette nomination comme « une responsabilité supplémentaire, et surtout un honneur et une fierté ». « Son ancienneté et son expérience l’ont consolidée en tant qu’une des meneuses de référence en Europe. » commente la Fédération Espagnole de Basket avant le début de la compétition. Le journal espagnol El Pais note par ailleurs « son leadership naturel et une personnalité charismatique ». Elle atteint son 200e match avec la sélection nationale lors d’une rencontre amicale contre la Biélorussie dans le cadre d’un tournoi préparatoire au Championnat du monde. Parmi les joueuses espagnoles participant au Mondial, elle compte alors le nombre le plus élevé de rencontres disputées en sélection nationale (203), devant Lucila Pascua (190) et tandis que la majorité des autres joueuses sont en dessous de 100. Au cours de cette compétition, l’Espagne remporte pour la première fois une médaille d’argent, événement qualifié d'« historique » par le Président de la Fédération Espagnole de Basket, José Luis Saéz. Les Espagnoles gagnent leurs cinq premiers matchs avec en moyenne 20 points d’écart mais perdent en finale contre les Américaines, 64-77. Laia Palau surnomme alors leur équipe « championne du monde normal » reconnaissant la supériorité physique et technique des États-Unis. Les statistiques de Laia Palau sont de 5,2 points, 3 rebonds et 3.3 passes.
En 2015, elle dispute ce qu'elle annonce déjà comme étant son dernier championnat d'Europe avant d'espérer conclure sa carrière internationale aux Jeux de Rio et une possible reconversion sur le banc de touche. Défaite en demi-finales par la France, l'Espagne obtient la médaille de bronze de l'Euro 2015 grâce à une victoire 74 à 58 face à la Biélorussie. Laia Palau apporte en moyenne 3,6 points, 2,2 rebonds et 4 passes par match pour 20 minutes de jeu. Faisant le bilan de l'Euro, elle déclare : « On avait [Astou] Ndour mais on a perdu Sancho Lyttle donc on était moins renforcées que les autres. Il y avait plein d’équipes avec un niveau similaire et on a toujours tout donné à chaque match. On est contentes et fières du boulot qu’on a fait parce qu’on a perdu qu’un seul match. On a perdu contre la France qui pour moi est une des meilleures équipes d’Europe. On a donné notre maximum à chaque rencontre et pour moi c’est important. » Louant les capacités combattives de son équipe au fil des saisons, elle ajoute avec fierté : « On a vécu les meilleures années de l’équipe espagnole. En plus, on donne une bonne image et le jeu qu’on joue est rapide. » Interrogée sur les objectifs à venir, elle répond « Ce qui est sûr, c’est que je veux aller aux JO, si c’est possible, que je tiens la route et que je ne me blesse pas. Ensuite, l’équipe espagnole, ça sera fini pour moi. Peut-être même le basket tout court ».4
En avril 2017, elle annonce sa retraite internationale à l’issue du championnat d’Europe 2017 convoqué en juin à Prague, la ville où elle joue en club depuis deux ans.
Palau revient toutefois en équipe nationale. Lors de la coupe du monde 2018, l'équipe obtient la médaille de bronze, cette fois face à la Belgique. Elle est de nouveau la capitaine de la sélection espagnole lors des championnats d'Europe en Serbie en 2019, tournoi de nouveau remporté par l'Espagne.
Palau prend de nouveau sa retraite internationale en novembre 2021.

## Liste des clubs
- 1997-2004 :  UB-FC Barcelone / Universitari Barcelone
- 2004-2006 :  CJM Bourges Basket
- 2006-2012 :  Ros Casares Valence
- 2012-2013 :  CCC Polkowice
- 2013-2017 :  USK Prague
- 2013-2017 :  Jayco Rangers
- 2017-2018 :  Tango Bourges Basket
- 2018-2019 :  Uni Girona

## Palmarès

### Sélection nationale
Son palmarès avec l'équipe d'Espagne est:

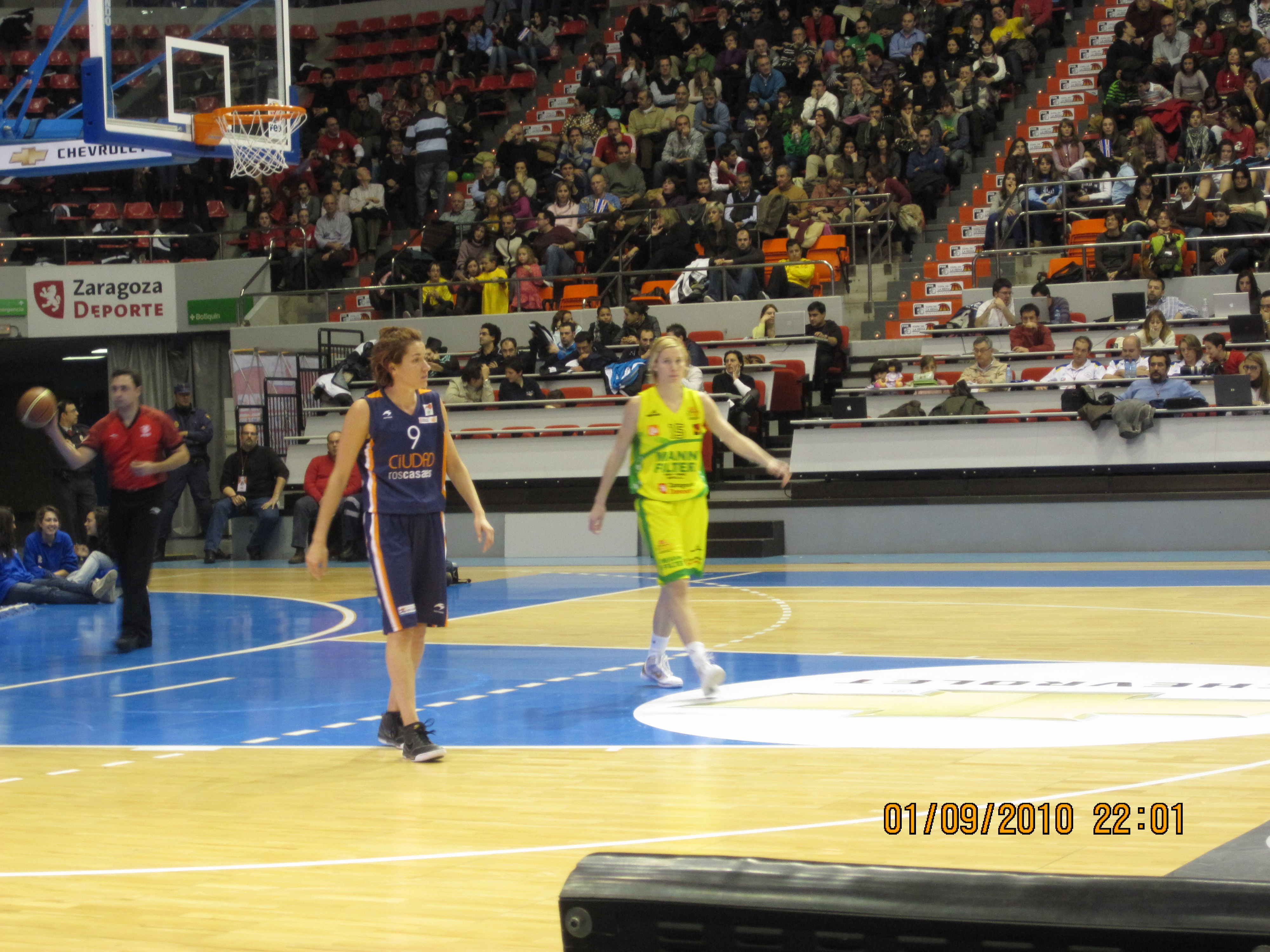
En 2010 (à gauche).

- Médaille d'or au Championnat d'Europe 2019 à Belgrade (Serbie)[70]
- Médaille de bronze à la coupe du monde 2018 en Espagne[69]
- Médaille d'or au championnat d'Europe 2017 en République tchèque
- Médaille d'argent aux Jeux olympiques de 2016, à Rio de Janeiro, Brésil[71]
- Médaille de bronze au championnat d'Europe 2015[67] en Hongrie et Roumanie
- Médaille d’argent du Championnat du monde 2014 en Turquie[72]
- Médaille d'or au championnat d'Europe 2013 en France
- Médaille de bronze au Championnat du monde 2010 en République tchèque
- Médaille de bronze au Championnat d'Europe 2009 en Lettonie
- Médaille d'argent au Championnat d'Europe 2007 en Italie
- Médaille de bronze au Championnat d'Europe 2005 en Turquie
- Médaille de bronze au Championnat d'Europe 2003 en Grèce
- 5e des Jeux olympiques de 2008, à Pékin, Chine
- 6e des Jeux Olympiques de 2004, à Athènes, Grèce[9]
- Médaille de bronze aux Jeux méditerranéens de 2001, à Tunis, Tunisie
- Médaille d'or à l'Universiade d'été de 1999, à Palma de Majorque, Espagne

### Club
- Espagne[73]
  - Championne de Catalogne 2000, 2001
  - Championne d'Espagne 2003, 2007, 2008, 2009, 2010, 2012 et 2019
  - Championne de la Coupe de la Reine 2007, 2008, 2009 et 2010
  - Championne de la Supercoupe 2006, 2007, 2008 et 2009
  - Vice-championne d'Espagne 2001, 2002, 2004 et 2011
  - Finaliste de la Coupe de la Reine 2003, 2011 et 2012
  - Finaliste de la Supercoupe 2011 et 2018
- France
  - Championne de France 2006 et 2018[74].
  - Vice-championne de France 2005
  - Vainqueur de la Coupe de France 2005, 2006 et 2018[75]
  - Vainqueur du Tournoi de la fédération 2006
  - Finaliste du tournoi de la Fédération 2005
- Pologne
  - Champion de Pologne en 2013[76]
  - Coupe de Pologne en 2013[76]
- République tchèque
  - Championne de République tchèque 2014[29] , 2015, 2016 et 2017
  - Coupe de République tchèque 2014 et 2015
- Europe
  - Vainqueur de l'Euroligue 2012[77] et 2015[34]
  - Finaliste de l'Euroligue en 2007 et 2010
  - Vainqueur de la SuperCoupe d'Europe en 2015

## Statistiques

### Statistiques personnelles en LFB
| Saison Club       | M  | Min   | 2Pts | 2Pts | 2Pts | 2Pts int. | 2Pts int. | 2Pts int. | 2Pts Ext. | 2Pts Ext. | 2Pts Ext. | 3Pts | 3Pts | 3Pts | LF | LF | LF   | Rebonds | Rebonds | Rebonds | Rebonds | F   | Fp  | C   | PD  | Int | BP  | Eva  | Pts | Pts  |
| Saison Club       | M  | Min   | R    | T    | %    | R         | T         | %         | R         | T         | %         | R    | T    | %    | R  | T  | %    | Ro      | Rd      | Rt      | Mo      | F   | Fp  | C   | PD  | Int | BP  | Eva  | Tot | Mo   |
| ----------------- | -- | ----- | ---- | ---- | ---- | --------- | --------- | --------- | --------- | --------- | --------- | ---- | ---- | ---- | -- | -- | ---- | ------- | ------- | ------- | ------- | --- | --- | --- | --- | --- | --- | ---- | --- | ---- |
| 2005-2006 Bourges | 20 | 28,07 | 61   | 142  | 43,0 | 39        | 75        | 52,0      | 22        | 67        | 32,8      | 21   | 58   | 36,2 | 21 | 33 | 63,6 | 19      | 33      | 52      | 2,6     | 1,4 | 1,8 | 0,2 | 3,0 | 1,6 | 1,6 | 9,6  | 206 | 10,3 |
| 2004-2005 Bourges | 29 | 30,41 | 109  | 220  | 49,5 | 85        | 158       | 53,8      | 24        | 62        | 38,7      | 24   | 66   | 36,4 | 67 | 91 | 73,6 | 18      | 68      | 86      | 3,0     | 1,8 | 3,4 | 0,2 | 3,7 | 1,7 | 1,9 | 12,8 | 357 | 12,3 |

### Statistiques en sélection
| Compétitions                                                  | Points | Rebonds | Passes |
| ------------------------------------------------------------- | ------ | ------- | ------ |
| Championnat du monde 2014                                     | 5,2    | 3       | 3,3    |
| Championnat d'Europe 2013                                     | 3,3    | 2       | 3,4    |
| Tournoi qualificatif pour le Championnat d'Europe 2013        | 7,2    | 2,9     | 2      |
| Championnat d'Europe 2011                                     | 7,3    | 3,5     | 2      |
| Championnat du monde 2010                                     | 4,4    | 2,8     | 1,9    |
| Championnat d'Europe 2009                                     | 4,1    | 3,2     | 2,8    |
| Jeux olympiques 2008                                          | 4,8    | 1,8     | 2      |
| Tournoi qualificatif pour les Jeux olympiques 2008            | 10     | 3       | 1,3    |
| Championnat d'Europe 2007                                     | 6      | 2       | 2,3    |
| Championnat du monde 2006                                     | 8,3    | 3,1     | 2,4    |
| Championnat d'Europe 2005                                     | 7,8    | 2,9     | 4,6    |
| Jeux olympiques 2004                                          | 9,3    | 3,9     | 2,9    |
| Championnat d'Europe 2003                                     | 11,2   | 2,3     | 3,3    |
| Second tournoi qualificatif pour le Championnat d'Europe 2003 | 23,3   | 2,3     | 2      |
| Championnat du monde 2002                                     | 7,6    | 2,2     | 1      |
| Moyennes                                                      | 8,2    | 2,7     | 2,4    |